# Újezdec (Pardubice)
Újezdec è un comune della Repubblica Ceca facente parte del distretto di Svitavy, nella regione di Pardubice.